# レッド・ツェッペリン III
『レッド・ツェッペリン III』(英語: Led Zeppelin III)は、イギリスのロックグループ、レッド・ツェッペリンの第3作アルバム。1970年10月発表。プロデューサーはジミー・ペイジ。レコーディング・エンジニアはアンディ・ジョンズ。

## 経緯
1968年9月の結成以来、ほとんど休みなく精力的に活動して来たレッド・ツェッペリンであったが、1970年4月、アメリカツアーの終盤にさしかかる頃にはメンバー全員が疲労の極致にあった。ツアー終了後の5月、バンドはライブ活動を一旦停止し、ジミー・ペイジとロバート・プラントはウェールズ、スノウドニアにあるコテジ、ブロン・イ・アーを訪れ、休暇を楽しんだ。電気もなく、大自然に囲まれた中での暮しは、彼らの創作に強いインスピレーションを与え、いくつもの曲が出来上がった。また、まだお互いに壁のあったペイジとプラントが、この休暇で完全に打ち解ける事が出来たと互いに語っている。
コテジから戻ってきたペイジとプラントは、ジョン・ポール・ジョーンズ、ジョン・ボーナムと合流し、ロンドンのオリンピック・スタジオで作業した後、ハンプシャー州にあるカントリーハウス、ヘッドリィ・グランジで、ローリング・ストーンズから借りた車載スタジオを持ち込んでレコーディングを行った。ロンドンに新設されたアイランド・スタジオでも追加録音が行なわれ、メンフィスのアーデント・スタジオでマスタリングされた。制作期間中に出演した6月28日に行われたバース・フェスティバルでは、新作から「移民の歌」、「貴方を愛しつづけて」が披露されている。
アルバムは10月に入ってからリリースされた。収録曲の半分以上がアコースティック・サウンドであり（A-2およびB面全曲）、1st、2ndで確立したヘヴィ・ロック・バンドというイメージからの脱却を意図したものとなっている。ブロン・イ・アーでの暮らしが彼らの音楽性に影響をもたらしたことは間違いなく、ペイジは「モーテルやホテルの中じゃなく、スノウドニアの素晴しい大自然の中で曲作りをしてたんだから、楽曲が変化して当然だ」と認める一方で、単なるハードロック・ヘヴィメタルバンドではない事を実証するというよりも、進歩のないバンドではないという事を証明したかったと語っている。また、ペイジやプラントが元々抱いていたブリティッシュ・トラッドやウエスト・コースト・サウンドへの嗜好なども相まって新作の方向が定められたのだと思われる。
一連のセッションで録音されたものの収録されなかった曲のうち、「ホワット・キャン・アイ・ドゥ」はシングル「移民の歌」のB面に、「ブロン・イ・アー」はアルバム『フィジカル・グラフィティ』（1975年）に、「プア・トム」は解散後のアルバム『最終楽章 (コーダ)』にそれぞれ収録された。

## アートワーク
本作のジャケット・デザインを手がけたのは、ウィンブルドン・アート・カレッジの講師であったザクロンという人物だった。前作同様見開きジャケットであり、表ジャケットが中空に作られて中に遊動する円盤が仕込まれ、円盤を回転させると表ジャケットにくりぬかれた穴からさまざまな絵が見えるという凝った造りになっている。本来、ペイジの意図としては、ブロン・イ・アーで感じた自然の営み、生命の流転といった感覚を表現すべく、農事暦や動物の繁殖サイクルなどを回転する円盤によって順次見せる、というデザインになるはずであったが、デザイナーがその意図を充分理解せず、今見るようなポップなジャケットになってしまったのだという。ペイジは「まるでティーン・エイジのアイドルのアルバムみたいだと思った。わけがわからないし馬鹿みたいだ。トウモロコシだの何だのナンセンス極まりないだろ」と酷評している。
本作の初回版のレコード盤には、溝の内側に手彫りと思われるメッセージが添えられている。A面には「Do what thou wilt（汝の意のままにすべし）」、B面には「So mote it be（そうあれかし）」と書かれている。発案者はペイジ自身で、当時彼が入れ込んでいたオカルティストのアレイスター・クロウリーの著書、『法の書（The Book Of The Law）』から引用したものである。また内ジャケットには、「今回の音楽性のヒントを与えてくれたブロン・イ・アーというスノウドニアの小さなコテジに敬意を表す」という謝辞が添えられている。

## 評価と影響
アメリカでは1970年10月5日発売。予約だけで70万枚に達し、ビルボードのチャートで4週連続首位。イギリスでは10月21日に発売。全英チャートでも3週連続首位。後に1週だけ首位に返り咲いている。また2014年リリースのリマスター版も米ビルボードで10位、イギリスでは10位を記録した。
十分なヒット作ではあったが、前作『II』よりも売り上げは下がった。またアコースティックな曲が多い事から、それまでのようなハードロック・サウンドを期待した聴衆からは軟弱になったと受け取られ、賛否がはっきりと別れた。批評家筋からも、レコード・ミラー紙のように「1stで見られたクオリティ重視の姿勢への回帰は喜ばしい」という賛辞から、ディスク＆ミュージック・エコー紙は「彼等はもうやる気を失ってしまったのだろうか？」と厳しいものまで様々だった。中にはロサンゼルス・タイムス紙のように発売前に「彼らの破壊的な芸当に感応できるのは麻薬中毒者だけだ」と、内容も聴かずにレビューし、発売後になってから「大人しすぎる」と正反対のレビューをするようなプレスもあった。
本作をベストと信じて疑わなかったペイジは、非難の嵐に相当傷つき、落ち込んだという。だがプラントは、批判はバンドに更なる努力と奮闘を促すから、決して悪いものではないと前向きに考えていたという。時が経つにつれてバンドの意図が理解されるようになり、本作は「ツェッペリンが多種多様な音楽性を備えている事を証明した重要作」という評価を得られるようになった。2006年のクラシック・ロック誌による「100 Greatest British Rock Album Ever」で、本作は31位にランクインした。

## リイシュー
1986年初CD化。1993年の『コンプリート・スタジオ・レコーディングス』で全曲リマスター化。1994年単独リリース。2014年、最新リマスター版が『I』、『II』と同時にリリースされる。デラックス・エディションおよびスーパー・デラックス・エディション付属のコンパニオンディスクには、各曲のラフ・ミックス・バージョンやバッキング・トラックの他、未発表だった「キー・トゥ・ザ・ハイウェイ／トラブル・イン・マインド」のカバーが収録された。

## 収録曲

### オリジナル版
- A面

1. 移民の歌 - Immigrant Song  (Page & Plant)
  - アメリカ他数カ国でシングルカットされ、全米16位を記録[16]。
2. フレンズ - Friends  (Page & Plant)
3. 祭典の日 - Celebration Day  (Jones, Page & Plant)
4. 貴方を愛しつづけて - Since I've Been Loving You  (Jones, Page & Plant)
  - 前作『II』のセッション時に制作されていたが収録を見合わせ、レコーディングし直した上で本作に収録された。
5. アウト・オン・ザ・タイルズ - Out on the Tiles  (Bonham, Page & Plant)

- B面

1. ギャロウズ・ポウル - Gallows Pole  (Traditional -arr by Page & Plant)
  - ヨーロッパ地方に古くから伝わるトラディショナル・ソングの改作。ツェッペリンはレッドベリーのバージョンを基礎にしている。
2. タンジェリン - Tangerine  (Page)
  - ペイジがヤードバーズ時代に制作された曲。コンサートでは1972年まではアコースティック・セットで披露されたが、1975年のアールズ・コートではバンド形態で演奏された。
3. ザッツ・ザ・ウェイ - That's the Way  (Page & Plant)
4. スノウドニアの小屋 - Bron-Y-Aur Stomp  (Jones, Page & Plant)
5. ハッツ・オフ・トゥ・ロイ・ハーパー - Hats off to <Roy> Harper  (Traditional -arr by Charles Obscure)
  - 曲自体はブッカ・ホワイトが1937年に録音したブルース・ナンバー「シェイク・エム・オン・ダウン」のカバーであり、タイトルとは直接の関連性がない。

### 2014年版デラックス・エディション・コンパニオンディスク
1. 移民の歌（オルタネイト・ミックス） - "The Immigrant Song <Alternate Mix> (Page & Plant)
2. フレンズ（バッキング・トラック） - Friends <Track, No Vocal> (Page & Plant)
3. 祭典の日（オルタネイト・ミックス） - Celebration Day <Alternate Mix> (Jones, Page & Plant)
4. 貴方を愛しつづけて （ラフ・ミックス）- Since I've Been Loving You <Rough Mix of First Recording> (Jones, Page & Plant)
5. バスルーム・サウンド[17]- Bathroom Sound <Track, No Vocal>(Bonham, Page & Plant)
6. ギャロウズ・ポウル（ラフ・ミックス） - Gallows Pole <Rough Mix> (Traditional -arr by Page & Plant)
7. ザッツ・ザ・ウェイ（ラフ・ミックス）- That's the Way <Rough Mix with Dulcimer & Backwards Echo> (Page & Plant)
8. ジェニング・ファーム・ブルース[18] - Jennings Farm Blues (Bron-Y-Aur Stomp) <(Rough Mix of All Guitar Overdubs That Day> (Jones, Page & Plant)
9. キー・トゥ・ザ・ハイウェイ／トラブル・イン・マインド（ラフ・ミックス）- Key to the Highway/Trouble in Mind <Rough Mix> (Big Bill Broonzy, Charlie Segar& Richard M. Jones)